# Mean Creek
Mean Creek is een Amerikaanse film (2004) van Jacob Aaron Estes. In de hoofdrol zien we onder andere Rory Culkin. De tijdsduur van de film is enkel 84 minuten.

## Verhaal
Mean Creek speelt zich af in een klein stadje gelegen in het landelijke Oregon. Wanneer Sam voor de zoveelste maal wordt gepest door George, zijn Sam en zijn oudere broer, Rocky, tot een plan gekomen om een vernederende grap met George uit te halen. Samen met enkele vrienden van Rocky, Clyde en Marty, en het vriendinnetje van Sam, Millie, gaan ze een boottochtje maken. Onderweg is George de vriendelijkheid zelve en Millie haalt Sam over om het plan af te blazen.
Na een tijdje op de rivier ontstaat een woordenwisseling waarbij George Marty diep beledigt. Die is kwaad en gooit George uit de boot. George kan niet zwemmen en gaat onder. Na een tijdje krijgen de anderen dit door en duikt Rocky hem achterna. Hij kan hem echter niet terugvinden tot hij de levenloze George aangespoeld aan de oever ziet. Ze trekken hem aan wal waarna Millie hem probeert te reanimeren, maar het is al te laat. De vijf raken in paniek en weten niet wat te doen, tot Marty besluit George te begraven en tegen niemand over het voorval te spreken.
Terug thuis komen Sam, Millie, Rocky en Clyde samen en besluiten om toch te bekennen. Nadat Marty dit van hen hoort overvalt hij een winkel en vlucht weg. Intussen gaan de anderen bekennen bij Georges moeder. Ten slotte vindt de politie Georges videocamera, die met hem in het water was gevallen. De band toont een gevoelige George die enkel maar geliefd wilde zijn.

## Nominaties en prijzen
Op het filmfestival van Cannes, Sundance en Los Angeles werd Mean Creek een paar keer genomineerd. In totaal wist de film 4 prijzen te behalen, dankzij het sterke script en de goede acteerprestaties.

## Rolbezetting
| Acteur           | Personage     |
| ---------------- | ------------- |
| Rory Culkin      | Sam Merric    |
| Ryan Kelley      | Clyde         |
| Scott Mechlowicz | Marty Blank   |
| Trevor Morgan    | Rocky Merric  |
| Josh Peck        | George Tooney |
| Carly Schroeder  | Millie        |